# Sturm und Drang (группа)
Sturm und Drang — финско-шведская хеви-метал-группа из Вааса, Финляндия, образованная в 2004 году. Их стиль часто описывают как power metal, но в музыке присутствует влияние хард-рока и более традиционного хеви-метала.
Группа начинала как школьный квартет, исполняющий кавер-версии песен известных рок-групп, но позже начала создавать собственный материал. В 2005 ребята были замечены лейблом HMC, и в 2007 вышел их дебютный альбом «Learning to Rock», ставший платиновым в Финляндии. Второй альбом-«Rock 'n Roll Children», вышел в 2008 и меньше чем за неделю стал золотым. К 2010 группа продала более 100,000 альбомов.

## История

### Создание группы и первый альбом (2004—2007)
Идея создания группы появилась в 2004, когда вокалист и гитарист Андре и басист Хенрик Куркиала возвращались с концерта Judas Priest. В свою группу они позвали учащихся с ними в одной школе Калле и Йеппе. В подвале Калле ребята играли кавер-версии песен Judas Priest и Dio. Позже они поняли, что им нужен ещё один гитарист, поэтому Андре попросил своего старого друга Алекса присоединиться к ним. Название Sturm und Drang для группы предложил отец Хенрика. Оно переводится с немецкого языка как «Буря и Натиск» — период в истории немецкой литературы (1767—1785).
Первый сингл группы «Raising Son» вышел в феврале 2007 года. Он занял четвёртую позицию в национальном финский хит-параде музыкальных синглов, что для начинающей команды несомненно было успехом. Первый альбом «Learnign to Rock» был выпущен в мае. Он достиг третьей позиции в финских чартах. И уже в мае группа подписала контракт с GUN Records в Европе. В августе их дебютный альбом был издан в Центральной Европе, а в марте — в Японии. На родине «Learnign to Rock» достиг платинового статуса.

### Тур и второй альбом (2008—2009)
В первый европейский тур группа отправилась в октябре 2007 года. Sturm und Drang выступали в Германии, Польше, Чехии, Венгрии, Австрии, Швейцарии и Италии на разогреве у Apocalyptica. Запланированный на 2008 год тур был отменён из-за плотного графика.
В 2008 году Sturm und Drang были признаны «Лучшими новичками года» на Эмма Гаала (финский аналог Грэмми). Второй альбом группы «Rock 'n Roll Children» вышел в ноябре 2008 года и получил статус золотого в течение недели, было продано 15 000 копий в Финляндии. Альбом дебютировал в финских чартах под вторым номером и был выпущен в ноябре 2008 года в Японии, а в начале 2009 — в странах Северной и Центральной Европы.

### Перерыв и перемены (2009—2010)
В 2009 году группа взяла перерыв. Пауза затянулась, потому что новый альбом не нашёл подходящего продюсера. Многие продюсеры настаивали на том, чтобы группа продолжала работу в «узнаваемом стиле», который уже выработался у них за время существования. Но Sturm und Drang хотели сделать нечто новое и отличное от их музыки в прошлом. В конце концов, продюсером нового альбома был выбран Jimmy Westerlund, уже работавший с командой над двумя предыдущими.
В начале 2010 года басист и один из основателей группы Хенрик Куркиала покинул группу и Sturm und Drang начали поиск нового басиста. Осенью того же года к группе присоединился старый друг команды Йоэль Вендлин, занявший место Хенрика. Но на этом перемены в составе группы не кончились. В начале 2011 года из Sturm und Drang ушёл гитарист Алекс Иварс, которого позже заменил Яни Куоппамаа.

### Третий альбом и распад (2011)
В апреле 2011 года группа записала две песни для грядущего третьего альбома. В марте 2012 года альбом уже был готов к выходу в Центральной и Северной Европе, а также в Японии. Всего группа записала 30 треков, 10 из которых вошли в альбом. 21 сентября группа выпустила альбом, получивший название «Graduation Day». Первым синглом стала песня «Molly the Murderer». Музыкальное видео на эту песню снял Марко Мякилааксо (Marko Mäkilaakso). В сентябре этого же года вышел второй сингл — «Goddamn Liar».
О своём звёздном пути группа рассказал в документальном фильме «Like a Rockstar», который вышел в 2014 году. В этом же году группа объявила о прекращении творческой деятельности.

## Состав

### Состав на момент распада
- Андре Иммануэль Линман (André Immanuel Linman) — вокал, гитара
- Ларс Йеспер «Йеппе» Даниэль Велрос (Lars Jesper «Jeppe» Daniel Welroos) — клавишные
- Карл Петер «Калле» Фердинанд Фаллунд (Carl Peter «Calle» Ferdinand Fahllund) — ударные, бэк-вокал
- Йоэль Вендлин (Joel Wendlin) — бас, бэк-вокал
- Яни Куоппамаа (Jani Kuoppamaa) — гитара

### Бывшие участники
- Александр «Алекс» Иварс (Alexander «Alex» Ivars) — гитара, бэк-вокал
- Хенрик «Хенкка» Куркиала (Henrik «Henkka» Kurkiala) — бас

## Дискография

### Альбомы
- Learning to Rock (31.5.2007)
- Learning to Rock (International Edition) (31.10.2007)
- Rock ’n Roll Children (12.11.2008)
- Rock ’n Roll Children (Special Edition) (17.11.2008)
- Graduation Day (21.9.2012)

### Синглы
- Rising Son (28.2.2007)
- Forever (2007) (radio promo)
- Indian (2007) (radio promo)
- Broken (2.4.2008)
- Break Away (3.9.2008) (radio promo)
- A Million Nights (24.11.2008)
- That’s the Way I Am (2009) (radio promo)
- Molly the Murderer (2012)
- Goddamn Liar (2012)
- Hysteria (2013)

### Видеоклипы
- Rising Son (2007)
- Indian (2007)
- Break Away (2008)
- A Million Nights (2008)
- That’s the Way I Am (2009)
- Molly the Murderer (2012)
- Hysteria (2013)